# 八芒星

正八芒星、円周を8等分し、3個隣の点どうしをつないで作られる事からシュレーフリ記号は{8/3}で表される。

幾何学において、八芒星（はちぼうせい、英語：Octagram オクタグラム）は、八つの角を持つ星型多角形である。
オクタグラムは、ギリシャ語の倍数接頭辞で八を意味する octa- と、「線」を意味するギリシャ語γραμμή (grammḗ)から来た接尾辞-gramを組み合わせた語である。

## バリエーション

1辺を1とした場合の割合

| Narrow Wide (45°回転) | 同辺 | 18世紀初期のチリの国旗 | 幾何学的にはアウセクリスのシンボルのように、十字架の先を三角形状に欠いたように表すこともできる。 | 8方位の羅針図（コンパスローズ）のように、十字と45°小さな十字をずらした形で示す事も出来る。 |

| 2{4}  |  |  |  |  |
| {8/3} |  |  |  |  |
|       |  |  |  |  |
|       |  |  |  |  |